# Штайнзе (озеро, Бавария)
Шта́йнзе́ (нем. Steinsee) — озеро в Германии, в округе Верхняя Бавария близ общины Мозах. Находится в 23 км к востоку от Мюнхена и занимает площадь в 0,21 км². Максимальная глубина составляет 11 м и озеро является вторым по величине и самым крупным среди водоёмов для плавания в районе Эберсберга.

## Происхождение названия
Штайнзе — это озеро, являющееся реликтом, оставшимся от последнего ледникового периода, и заполняет собой выемку, образованную отступавшим ледником и заполненную паводковыми водами. Название дано от римского каменного дома, развалины которого были обнаружены в непосредственной близости от озера.

## Экология
Озеро находится в лесистой местности и его питают чистые родниковые воды, поэтому качество воды в нём совершенное. Прибрежная зона покрыта в основном плотно лежащими камнями с растущими из размокшего грунта камышами. Штайн является также одним из самых тёплых озёр Германии, так как уже в начале лета вода часто прогревается до 23 градусов. В дальнейшем вода может прогреваться до 26 и более градусов.

## Использование вод
Озеро используется отдыхающими с 1934 года. На северном берегу доступен открытый плавательный бассейн и места для семейного отдыха. Другими отдыхающими используется для плавания юго-восточная прибрежная зона озера. Открытый бассейн расположен прямо между крупными деревьями, рядом также есть детская площадка, стоянка, туалеты и душевые и спасательная станция. Всё это делает Штайн популярным местом для семейного отдыха. Также там есть бассейн для семейных групп, кафе и ресторан, соединённые террасой с берегом озера. Свободный доступ к озеру — с юго-восточного берега.

## Природоохранные меры
В прибрежной зоне не допускается разведение костров для приготовление барбекю, использование надувных плавательных средств, лодок, а также досок для сёрфинга. Это принято для сохранения камыша, не дающего озеру заболачиваться.